# 日本製 (三浦春馬の著書)
『日本製』は、俳優・三浦春馬の著書。約5年かけて日本全国47都道府県各地を巡り、文化・産業・芸能・食など様々な分野に携わっている人たちを取材してまとめられた著者の遺作である。

## 出版の背景
『日本製』は月刊誌の『プラスアクト』における三浦の同名の人気連載を再構成し、新たな撮り下ろし写真とロングインタビューなどを加えて書籍化したもの。2020年4月5日、自身の30歳の誕生日に『日本製＋Documentary PHOTO BOOK 2019-2020』と2冊同時に出版した。
三浦が「日本の工芸・食・産業などをもっと知りたい、日本の魅力を海外の人にもしっかり伝えたい」という思いから受けた企画で、三浦が2015年から2019年の約5年をかけて日本全国47都道府県を取材している。匠の技などを紹介するだけにとどまらず、取材から得られた示唆、演劇産業や演じることの意味についても三浦自身の言葉で述べている。
初のドキュメンタリー写真集「Documentary PHOTO BOOK 2019-2020」は、「この1年間真剣に取り組んできた作品の舞台裏・自身の成長を記録したい」という思いから刊行した。

## 構成
| No. | 都道府県 | テーマ                                         | 掲載年月   |
| --- | -------- | ---------------------------------------------- | ---------- |
| 1   | 北海道   | 江差追分（民謡）                               | 2018年12月 |
| 2   | 青森県   | ねぶた師                                       | 2018年8月  |
| 3   | 岩手県   | 浄法寺塗の漆器                                 | 2018年7月  |
| 4   | 宮城県   | 震災からの復興 - 水産業者 株式会社カネダイ     | 2018年5月  |
| 5   | 秋田県   | 日本酒の酒蔵                                   | 2018年4月  |
| 6   | 山形県   | 米沢牛の畜産農家                               | 2018年6月  |
| 7   | 福島県   | 天栄米                                         | 2019年1月  |
| 8   | 茨城県   | 花火職人                                       | 2017年3月  |
| 9   | 栃木県   | 史跡足利学校                                   | 2017年4月  |
| 10  | 群馬県   | 高崎だるま                                     | 2018年2月  |
| 11  | 埼玉県   | 小鹿野歌舞伎                                   | 2019年5月  |
| 12  | 千葉県   | ちば醤油                                       | 2016年8月  |
| 13  | 東京都   | つくだに丸久                                   | 2019年6月  |
| 14  | 神奈川県 | 鎌倉彫                                         | 2016年7月  |
| 15  | 新潟県   | スノーピークとアウトドア産業                   | 2018年9月  |
| 16  | 富山県   | 黒部ダム                                       | 2018年11月 |
| 17  | 石川県   | 老舗旅館のおもてなし                           | 2018年10月 |
| 18  | 福井県   | 鯖江の眼鏡                                     | 2019年2月  |
| 19  | 山梨県   | 菊池わさび園                                   | 2016年9月  |
| 20  | 長野県   | エレキギター                                   | 2018年3月  |
| 21  | 岐阜県   | 本美濃紙                                       | 2017年2月  |
| 22  | 静岡県   | まちづくり、まちおこし                         | 2016年10月 |
| 23  | 愛知県   | トヨタ自動車                                   | 2017年1月  |
| 24  | 三重県   | 伊勢エビ漁                                     | 2019年4月  |
| 25  | 滋賀県   | 和ろうそく                                     | 2019年3月  |
| 26  | 京都府   | 京都伝統工芸の後継者プロジェクトユニット GO ON | 2019年10月 |
| 27  | 大阪府   | えびす様                                       | 2016年12月 |
| 28  | 兵庫県   | 赤穂の塩                                       | 2019年7月  |
| 29  | 奈良県   | 瓦工業                                         | 2016年11月 |
| 30  | 和歌山県 | 胡麻豆腐                                       | 2019年9月  |
| 31  | 鳥取県   | 砂丘らっきょう                                 | 2017年10月 |
| 32  | 島根県   | たたら製鉄                                     | 2017年12月 |
| 33  | 岡山県   | ジーンズ                                       | 2017年11月 |
| 34  | 広島県   | ヒロシマを語り継ぐ教師の会                     | 2017年9月  |
| 35  | 山口県   | ふぐ食文化                                     | 2018年1月  |
| 36  | 徳島県   | 藍染め                                         | 2017年7月  |
| 37  | 香川県   | 讃岐うどん                                     | 2017年6月  |
| 38  | 愛媛県   | 今治タオル                                     | 2017年8月  |
| 39  | 高知県   | カツオ一本釣り漁業                             | 2017年5月  |
| 40  | 福岡県   | 博多ちゃんぽん（ガラスのおもちゃ）             | 2016年4月  |
| 41  | 佐賀県   | 多々良焼                                       | 2016年5月  |
| 42  | 長崎県   | 壱岐島                                         | 2016年2月  |
| 43  | 熊本県   | 六果匠                                         | 2016年3月  |
| 44  | 大分県   | 白水鉱泉                                       | 2016年6月  |
| 45  | 宮崎県   | 神楽面職人                                     | 2016年1月  |
| 46  | 鹿児島県 | JAXA種子島宇宙センター                         | 2015年12月 |
| 47  | 沖縄県   | 組踊                                           | 2019年8月  |
| 48  | -        | （ロングインタビュー）                         | -          |

- 各都道府県の扉頁に付された「俳優は想像力も届ける職業だ（広島県）」「50年後の為に仕事をしたことはあるだろうか？（島根県）」などの直筆文字・直筆コメントは三浦自身によるもの[4]。
- 各回に必ず1枚、三浦自身が取材先で撮影した写真が掲載されており、生産者の手元に焦点を合わせたものが多い[5]。

## 売上
『日本製』は、発売日からわずか2週間で重版となった。三浦の死去により品薄となり取引価格が高騰していたが、出版元であるワニブックスが7月28日に重版を発表。「オリコン週間BOOKランキング」では8月17日付で初TOP10入りとなる9位を獲得、翌8月24日付では初TOP5入りを果たし、さらに翌8月31日付ではTOP10入り3週目にして初の総合1位となった。なお、『日本製＋Documentary PHOTO BOOK 2019-2020』も、9月21日付同ランキングで初の総合1位を獲得した。
『オリコン年間BOOKランキング 2020』においては、ジャンル別「タレント本」で2冊がそれぞれ、8位（期間内14.6万部売上）と9位（同13.2万部売上）にランクインした。
また、2020年度時点で、全国47の各都道府県の公立図書館に所蔵された（全国530館以上）。

## 評価
経済学者の田中秀臣と、経済アナリストの森永康平は、経済学の観点から「経済学者の僕ですら知らないような業態も結構あり、経済学的にみても非常に勉強になることが多かった」「日本各地の現場を経済学や経営学とは違った視点でこれだけしっかり見せてもらうことが出来、経済学の副読本としても有用な一冊」という。また、「この本は決して旅行のお供、あるいは人気俳優のタレント本とかそういった気楽に読める内容ではない極めて本格的な教養本」であり、「”日本発見”というのにふさわしい1冊」と評価している。

## スタッフ
- 撮影：京介
- アートディレクション＆デザイン：古田雅美
- インタビュー・文：鷲頭紀子
- 編集：船田恵
- エグゼクティブプロデューサー：納富聡（AMUSE）
- チーフアーティストマネージャー：阿南史剛（AMUSE）
- アーティストマネージャー：田中諒平（AMUSE）

## 書誌情報
- 書籍『日本製』（2020年4月5日、ワニブックス）ISBN 978-4-8470-8281-8
- 書籍+ドキュメンタリー写真集『日本製＋Documentary PHOTO BOOK 2019-2020』（2020年4月5日、ワニブックス）ISBN 978-4-8470-8280-1